# Pseudomus
Pseudomus är ett släkte av skalbaggar. Pseudomus ingår i familjen vivlar.

## Dottertaxa tillPseudomus, i alfabetisk ordning[1]
- Pseudomus albosparsus
- Pseudomus apiatus
- Pseudomus bimaculatus
- Pseudomus cacuminatus
- Pseudomus deltoides
- Pseudomus fairmairei
- Pseudomus fistulosus
- Pseudomus inflatus
- Pseudomus maximus
- Pseudomus mexicanus
- Pseudomus militaris
- Pseudomus nitidicutis
- Pseudomus notatus
- Pseudomus parallelus
- Pseudomus proximus
- Pseudomus punctatissimus
- Pseudomus rugifer
- Pseudomus sedentarius
- Pseudomus semicribratus
- Pseudomus singularis
- Pseudomus truncatus
- Pseudomus turgidus
- Pseudomus viduus